# Banque internationale de Paris
La Banque internationale de Paris, l'un des ancêtres de la Banque nationale de Paris, est une banque d'affaires qui a participé au financement du canal de Panama. 

## Histoire

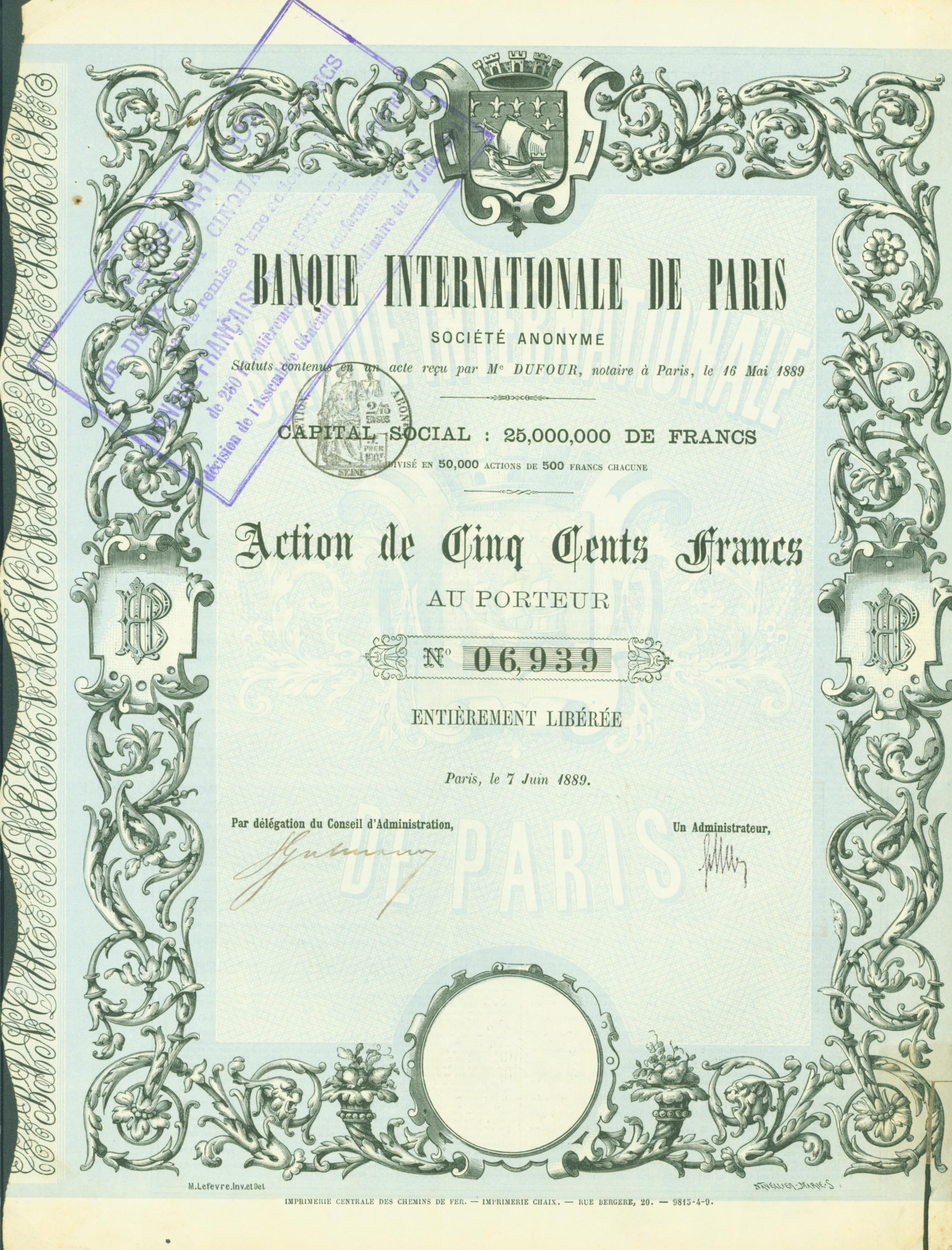
Action de la Banque Internationale de Paris en date du 7 juin 1889.

La Banque internationale de Paris, domiciliée au 3 rue Saint-Georges à Paris, a été fondée en mai 1889 avec le soutien de la famille de Raphaël Bischoffsheim, fondatrice de la Banque franco-égyptienne, qui décide de lui apporter son capital de 18,5 millions de francs, dont près de 14 millions en espèces et de nombreuses actions, opération réalisée par les liquidateurs Germain Halphen et Pierre Rodocanachi, qui rédigent les statuts de la nouvelle société. En échange, ses actionnaires reçoivent une part importante du capital du nouvel établissement. Les autres associés importants sont Ernest Cassel et la banque Paribas.
L'historien Hubert Bonin la décrit comme une banque d'affaires petite mais combative pour les opérations internationales, d'autres parlent d'une « banque d'affaires de second plan ». Elle agit en particulier comme chef de file d’une avance (4 millions de francs) à la Compagnie du Nord de l’Espagne. « Très en pointe dans nombre d'affaires minières, notamment en Afrique australe », la banque a participé à la fondation de la « Compagnie générale des mines d'or du Witwatersrandt », dont la Société générale prend 20 % du capital. 
La Banque Internationale de Paris est en particulier membre du syndicat formé de Neumann, Farrar, et de l'ingénieur américain Hamilton Smith (géologue) auquel appartient la Compagnie française des mines d'or de l'Afrique du Sud (Cofrador), crée en 1895, pendant la période des fusions entre mines d'or sud-africaines.